# Jardim japonês

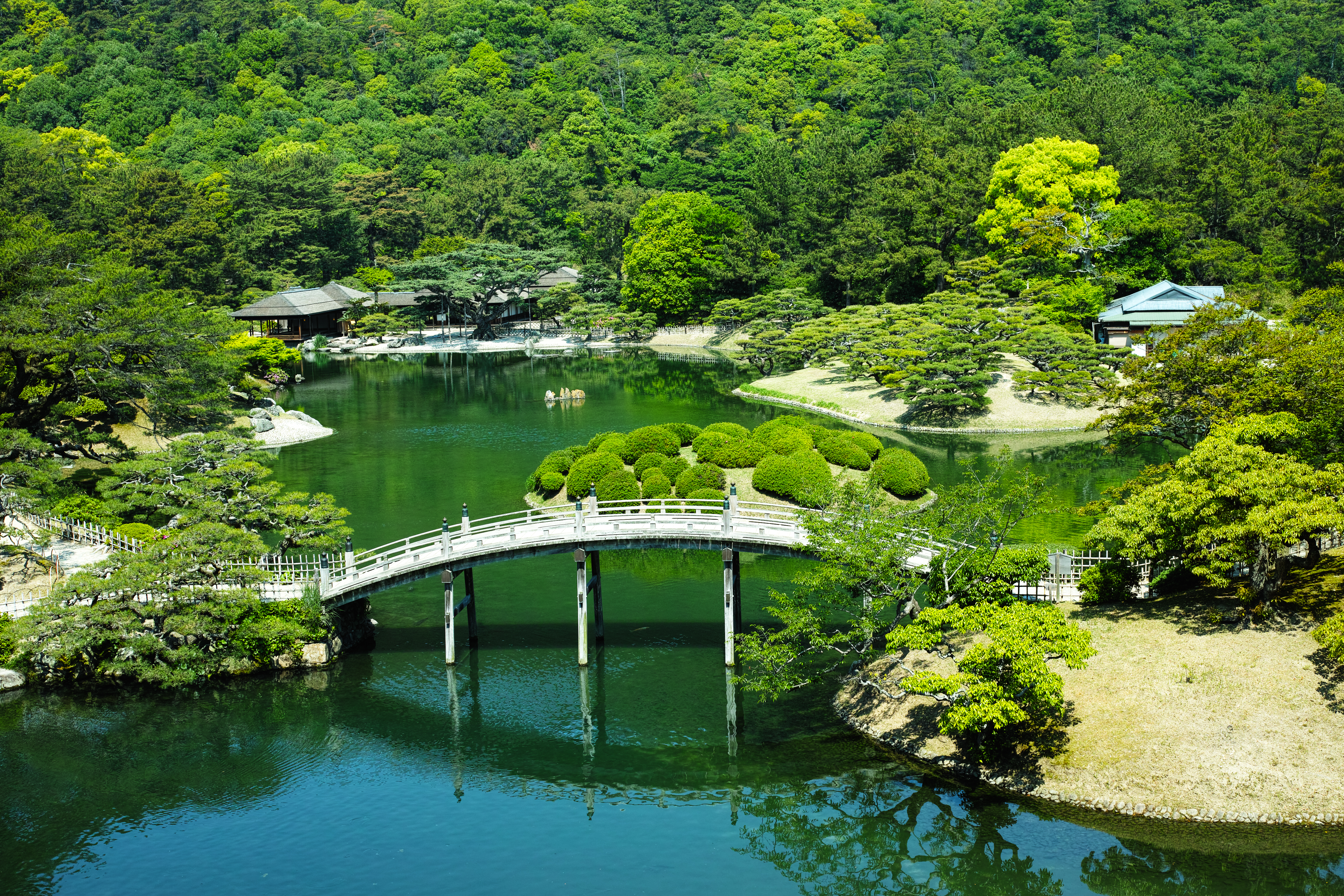
Jardim Ritsurin em Takamatsu, Japão

Um jardim japonês (日本庭园, nihon teien) é parte integrante da tradição nas casas do Japão, nas proximidades de parques nas cidades, em templos budistas ou xintoístas, e locais históricos, tais como antigos castelos. São jardins tradicionais que criam paisagens em idealizada miniatura, muitas vezes em um ambiente altamente abstrato e em uma forma estilizada.
Muitos dos mais famosos jardins japoneses do Ocidente, e também no próprio Japão, são os jardins Zen. Como a tradição da cerimônia do chá, os jardins japoneses constituíram uma característica bem peculiar, uma reminiscência do Japão feudal.